# 88 (film)
88 – kanadyjski film fabularny z 2014 roku, napisany przez Tima Doirona oraz wyreżyserowany przez April Mullen. Stanowi połączenie thrillera i kina akcji, posiada elementy dramatu. W filmie w rolach głównych wystąpili Katharine Isabelle, Michael Ironside i Christopher Lloyd. Fabuła 88 skupia się na losach kobiety cierpiącej z powodu fugi dysocjacyjnej, planującej zemstę na mordercy jej ukochanego. Światowa premiera obrazu odbyła się 31 grudnia 2014.. 6 stycznia 2015 projekt wydano na płytach Blu-ray w Stanach Zjednoczonych.
11 czerwca 2015 film został wydany w Polsce, na rynku DVD.

## Obsada
- Katharine Isabelle − Gwen/Flamingo
- Christopher Lloyd − Cyrus
- Kyle Schmid − Aster
- Tim Doiron − Ty
- April Mullen − Lemmy
- Jesse McCartney − Winks
- Michael Ironside − szeryf Knowles
- Anthony Ulc − Jessop